# Willigis Jäger

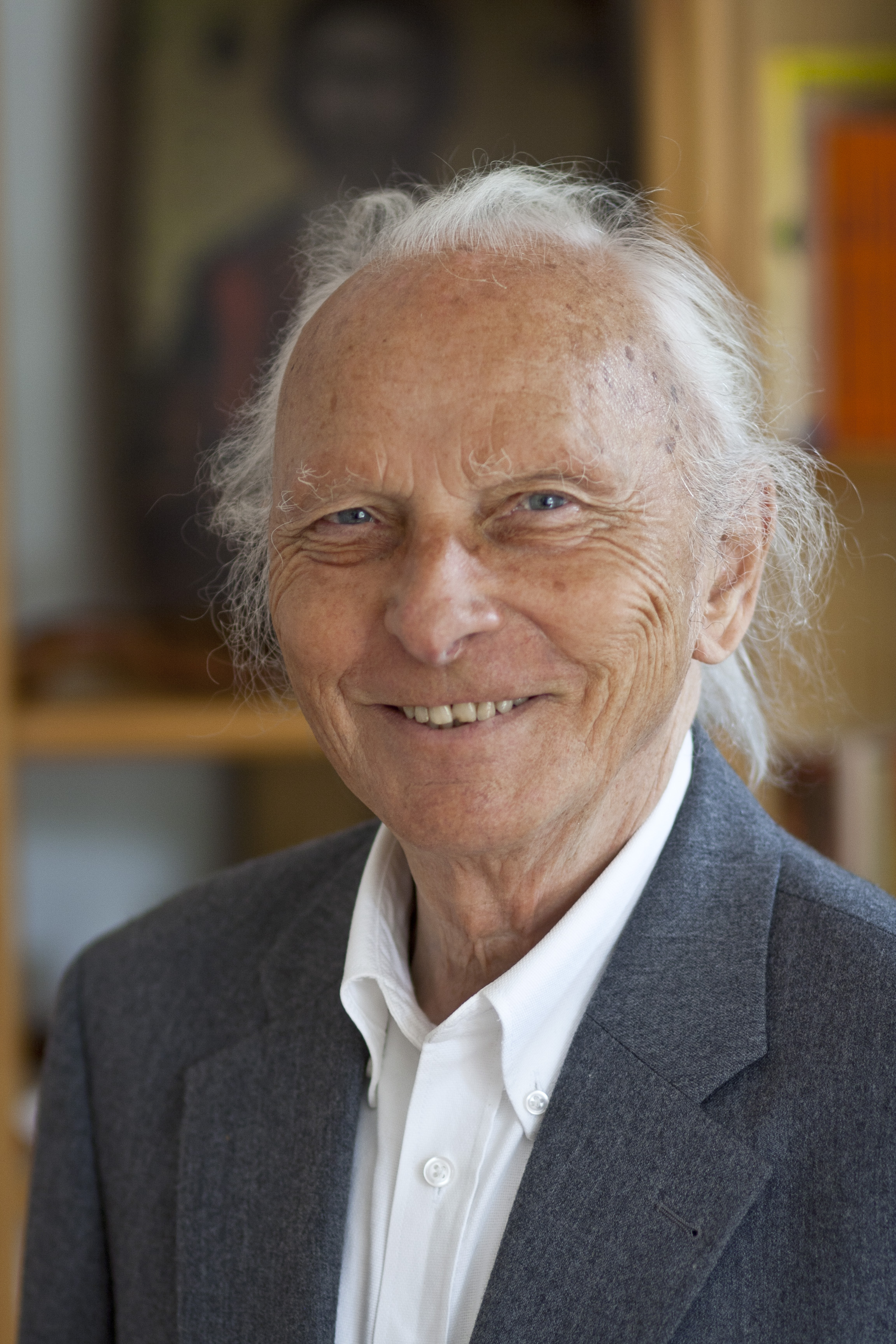
Willigis Jäger

Willigis Jäger, OSB, (Hösbach, 7 maart 1925 – Holzkirchen, 20 maart 2020) was een Duitse benedictijner monnik, zenmeester en mysticus.

## Biografie
Willigis Jäger trad in 1946 in als novice bij de benedictijner abdij Münsterschwarzach te Schwarzach am Main.
Vanaf 1948 studeerde hij filosofie en theologie in Aartsabdij van Sankt Ottilien en de Julius Maximilians-Universiteit van Würzburg. Hij werd tot priester gewijd in 1952 en was tot 1964 werkzaam als docent aan het internaat en gymnasium, verbonden aan de abdij Münsterschwarzach.
Vanuit de Bund Deutscher Katholischer Jugend was hij begin zestiger jaren medeoprichter van een actiegroep voor missie en ontwikkelingshulp, die hem naar veel derde wereldlanden in Azië voerde. Ook bezocht hij Japan waar hij voor het eerst in aanraking kwam met zen. Er volgden een jarenlang verblijf en intensieve scholing onder leiding van zenmeester Yamada Ko-Un Roshi, die hem in 1981 een leeropdracht verleende. Van diens opvolger Kubota Roshi ontving hij in 1996 het "Inka Shomei", en daarmee de bevestiging als zenmeester en als 87ste opvolger van Gautama Boeddha.
In 1983 stichtte hij in het voormalige Würzburger internaat van de abdij Munsterschwarzach zijn eerste zen- en contemplatiecentrum, het Haus St. Benedikt.
In 1990 werd onder zijn leiding de Ökumenische Arbeitskreis kontemplatives Gebet gevormd, waaruit medio negentiger jaren de door hem gestichte Würzburger Schule der Kontemplation ontstond, met als doel het contemplatieve gebed en mystiek in de kerken te praktiseren.
In 2001 verweet de Congregatie voor de Geloofsleer onder leiding van de toenmalige kardinaal Joseph Ratzinger hem de geloofswaarheden van de persoonlijke ervaring te ondergraven. Om die reden legde de Rooms-Katholieke Kerk hem een spreek-, schrijf- en celebreerverbod op en verbood het bisschoppelijk ordinariaat van Würzburg hem iedere openbare uitoefening van zijn ambt. Jäger beriep zich evenwel op een eigentijdse invulling van oude geloofswaarheden. Hij verzocht de Abdij van Munsterschwarzach ontslagen te worden van de clausuur, een soort emeritaat uit het klooster. Zijn abt bleef hem steunen en hij kon lid blijven van de kloostergemeenschap.
In 2003 werd hij directeur van het transconfessionele vormingsinstituut Benediktushof, op een benedictijner landgoed in Holzkirchen. In 2007 droeg hij de leiding van het instituut over aan Doris Zölls en Alexander Poraj. In hetzelfde jaar richtte hij de West-Östliche Weisheit – Willigis-Jäger-Stiftung op, eveneens gevestigd in de Benediktushof.

## Denken
Volgens Jäger zijn religies op de Eerste Werkelijkheid gericht. Catechesen, landkaarten en modellen verouderen echter, als ze niet voortdurend vanuit de ervaring opnieuw worden beleefd. Evenals de Rooms-Katholieke Kerk ziet hij alle religies als belangrijke en noodzakelijke verworvenheden, maar hij verheelt niet dat ze zich niet of nauwelijks inspannen om hun starheid te overwinnen. En dat ze daardoor geen antwoord kunnen bieden op de geheel nieuwe manier waarop oude geloofsvragen opnieuw worden gesteld en dat zij voorts ook in gebreke blijven in het onderricht van het mystieke gebed.
Hij is van mening dat de evolutie nieuwe bewustzijnsniveaus tevoorschijn zal brengen. Bovendien meent hij dat Godservaring de ervaring van liefde is. Weliswaar zeggen alle religies dat ook, maar zo lang dit een gebod blijft, heeft dit geen effect, zoals hun geschiedenis aantoont. Iedere religie moet getranscendeerd worden tot Sophia Perennis, de eeuwige Wijsheid, die nu slechts door een kleine minderheid beleden wordt, maar die eens al het ware doel van elke religie zal worden erkend.
Mystiek kwam altijd tot leven wanneer de spirituele ervaringen van de stichters van religies in objectieve, rechtlijnige en dogmatische vormen verstarden. Wanneer het recht het leven en het dogma de persoonlijke ervaringen ging overheersen, ontstonden er altijd weer mystieke bewegingen, die een direct contact met God zochten. Daarom hebben de theïstische godsdiensten het altijd moeilijk gehad met de mystiek.
Citaten:
- "Elke religie heeft heilige geschriften, rituelen en geboden. Die moeten mensen helpen om uit te vinden, wat met God, godheid, de wezenlijke natuur, Sunyata, enz. wordt bedoeld. Geschriften en rituelen kunnen slechts op God duiden (...) Wie God wil ervaren, moet boeken, rituelen en mentale begrippen overstijgen. Daarom zochten alle religies wegen die tot de ervaring van de Eerste Werkelijkheid leiden. In het boeddhisme ontwikkelden zich Zen, Vipassana en de Tibetaanse weg. Bij de hindoes ontstonden de talrijke yoga – richtingen. In de islam ontstond het soefisme, in het jodendom de kabbala en in het christendom de contemplatie. Dat zijn de spirituele wegen, waarmee de heilige geschriften, rituelen en geboden naar de Godservaring willen leiden. Zij willen tot het ervaren van de oerwerkelijkheid voeren. Die transcendente ervaringsruimte behoort tot ons menselijk bestaan, ondanks dat veel mensen daarvan geen weet hebben."
- "God openbaart zich in de boom als boom, in het dier als dier, in de mens als mens en in de engel als engel. Dit zijn dus geen wezens, waarnaast er dan nog een God zou zijn, die als het ware in hen kruipt, maar hij is in ieder van deze wezens afzonderlijk – en is dat ook weer niet - , omdat hij zich nooit in een van hen uitput, maar ook altijd alle anderen is. Dit is precies wat de mysticus ervaart. Hij leert de kosmos kennen als zinvolle manifestatie van God, terwijl sommige mensen zich tegenover de kosmos opstellen als analfabeten tegenover een gedicht: ze tellen de afzonderlijke tekens en woorden, maar zijn niet in staat de betekenis te begrijpen die het gedicht tot uitdrukking brengt."
- "Het hiernamaals is niet iets dat zich ooit in de toekomst zal voordoen maar is iets dat buiten de tijd ligt: de tijdloosheid. Is dat je eenmaal duidelijk, dan moet je je voorstelling van opstanding en een leven na de dood wel veranderen. Want dan blijkt dat de opstanding zich niet op een andere tijd en plaats voltrekt, maar hier en nu. God voltrekt zich als het hier en nu. En religie is geen naar toekomstige beloning lonkende dienst aan een buiten de wereld staande God, maar de voltrekking van het hier en nu. – het zich voltrekken van God in ons concrete dagelijkse leven."

## Publicaties
In het Nederlands:
- De mystieke weg: traditie en ervaring, Gottmer, 1984
- Elke golf is de zee, Mystieke spiritualiteit, Asoka, 2003
- Wie de bron kent, Asoka, 2004
- Eeuwigheid in het Nu, Asoka, 2005
- Het leven eindigt nooit, Thuiskomen in het Nu, Asoka, 2006
- Wijheid uit Oost en West, Asoka, 2008
- Zen in de 21ste eeuw, (met Doris Zölls en Alexander Poraj), 2010
- Over de Liefde, Asoka, 2010
- Eeuwige Wijsheid, Asoka, 2011
- Voorbij God, Asoka, 2016,[1]

In het Duits:
- Geh den inneren Weg: Texte der Achtsamkeit und Kontemplation; Herder Freiburg, 1999
- Der Himmel in dir: Einübung ins Körpergebet; (met Beatrice Grimm), Kösel München, 2000
- Kontemplation: Gott begegnen – heute; Herder Freiburg, 2002
- Aufbruch in ein neues Land: Erfahrungen eines spirituellen Lebens; Herder Freiburg, 2003
- Wohin unsere Sehnsucht führt: Mystik im 21. Jahrhundert; Via Nova Petersberg, 2003
- In jedem Jetzt ist Ewigkeit: Worte für alle Tage; Christoph Quarch Hg., Kösel München, 2003
- Wiederkehr der Mystik: das Ewige im Jetzt erfahren; Herder Freiburg, 2004
- 27 Perlen der Weisheit; Keiko Nimura-Eckert Hg., Via Nova Petersberg, 2004
- „ ... denn auch hier sind Götter“: Wellness, Fitness und Spiritualität; samen met Christoph Quarch, Herder Freiburg, 2004
- Gesang der Stille: spirituelle Gedichte der Weggemeinschaft Willigis Jäger; Via Nova Petersberg, 2004
- Das Leben ist Religion: Stationen eines spirituellen Weges; Kösel München, 2005
- In jedem Jetzt ist Ewigkeit: Worte für alle Tage; Knaur München, 2007
- Anders von Gott reden; Via Nova Petersberg, 2007
- Das Leben endet nie: über das Ankommen im Jetzt; Theseus Stuttgart, 2008
- Geh den inneren Weg: Texte der Achtsamkeit und Kontemplation; Herder Freiburg, 2008
- Westöstliche Weisheit: Visionen einer integralen Spiritualität; Theseus Stuttgart, 2008
- Zen im 21. Jahrhundert; Kamphausen Bielefeld, 2009
- Über die Liebe; Kösel München, 2009
- Die Flöte des Unendlichen: mystische Rezitationstexte aus Ost und West; Wege der Mystik Gerbrunn, 2009
- Ewige Weisheit: das Geheimnis hinter allen spirituellen Wegen; Kösel München, 2010
- Das Leben endet nie: über das Ankommen im Jetzt; Herder Freiburg, 2010
- Die Welle ist das Meer: mystische Spiritualität; Kreuz Freiburg, 2010
- Kontemplation – ein spiritueller Weg; Kreuz Freiburg, 2010
- Finde deinen inneren Weg; Kreuz Freiburg 2011
- Perlen der Weisheit – Die schönsten Texte; Hg. Christoph Quarch und Elisabeth Walcher, Herder Freiburg, 2012,
- Jenseits von Gott; Hg. Beatrice Grimm, Wege der Mystik Holzkirchen, 2012